# 200 Dynamene
200 Dynamene este un asteroid din centura principală, descoperit pe 27 iulie 1879, de Christian Peters.